# Nicolae Păsărică
Nicolae Păsărică (28 august 1955, Olteni, Teleorman – 10 iunie 2016, Zimnicea) a fost un jucător român de oină, considerat ca fiind cel mai bun practicant al acestui sport.